# 8695 Bergvall
8695 Bergvall è un asteroide della fascia principale. Scoperto nel 1993, presenta un'orbita caratterizzata da un semiasse maggiore pari a 2,8866798 UA e da un'eccentricità di 0,0488182, inclinata di 2,86731° rispetto all'eclittica.